# Günther-Dikdik
Das Günther-Dikdik (Madoqua guentheri) ist eine Art aus der Familie der Hornträger. Der Name ehrt den deutschen Zoologen Albert Günther.

## Beschreibung

### Aussehen und Maße
Das Günther-Dikdik ist ausgesprochen schlank gebaut. Der schlanke Eindruck wird durch die langen und dünnen Beine mit den schwarzen Hufen verstärkt. Markant ist auch der lange Hals und der verhältnismäßig kleine Kopf. Die Körperlänge liegt zwischen 50 und 68 Zentimetern, die Hinterbeine sind 16,5 bis 20,5 Zentimeter lang. Es erreicht eine Schulterhöhe von 32 bis 36 Zentimetern. Das Gewicht beträgt 3,5 bis 4,6 Kilogramm. Der Schwanz ist mit 20 bis 50 Millimetern relativ kurz. Die Männchen sind kleiner und leichter als die Weibchen. Das Fell ist gelblichbraun bis graubraun gefärbt. Die Flanken sind überwiegend sandfarben mit einem leicht rostroten Schimmer. Die Bauchseite und die Innenseiten der Beine sind weißlich bis leicht gräulich gefärbt. Das Männchen verfügt über bis zu 10 Zentimetern lange, schwarz gefärbte, gerade oder leicht gekrümmte Hörner. Die Hörner der Jungtiere liegen meist unter den Haarbüscheln auf dem Oberkopf verborgen. Das Günther-Dikdik verfügt über relativ große, schwarze Augen die seitlich am Kopf liegen. Das sicherste Unterscheidungsmerkmal von anderen Dikdik-Arten ist die deutlich längere Schnauze. Der verlängerte Nasenrücken dient wahrscheinlich zur Thermoregulation, da unmittelbar unter der Haut ein feines Netz an Blutäderchen liegt. Das Blut wird in diesem Bereich durch Verdampfung heruntergekühlt.

### Lebensweise
Günther-Dikdiks sind ausgesprochen sozial und leben in kleinen Familiengruppen, die aus einem Pärchen und deren Nachwuchs bestehen. Der Nachwuchs bleibt bis zur nächsten Trächtigkeit der Mutter in der Familiengruppe. Selten treten auch Einzelgänger auf. Günther-Dikdiks sind territorial und markieren ihr Revier mit Kot und Urin sowie mit einem Sekret aus Drüsen am Kopf. Beide Geschlechter beteiligen sich an der Reviermarkierung. Bei Gefahr geben die Tiere pfeifende Geräusche von sich, die auch als Drohgebärde angesehen werden können. Nur das Männchen stellt einem Eindringling nach. Die kleinen Hörner können auch als Waffen eingesetzt werden. Die Kämpfe unter rivalisierenden Männchen haben meist nur symbolischen Charakter und es kommt selten zu Verletzungen. Günther-Dikdiks sind normalerweise verschwiegen und verbergen sich in dichter Vegetation.

## Verbreitung
Das Verbreitungsgebiet erstreckt sich in Ostafrika über das südliche und südöstliche Äthiopien, Somalia, den südlichen Sudan, dem nördlichen Uganda und dem nördlichen Kenia. In diesem Verbreitungsgebiet leben vier Unterarten. Als Lebensraum werden halboffene Habitate wie Buschland, trockene Flusstäler, Savannen und Waldränder bevorzugt.
Dichte Wälder und völlig offene Flächen meidet es. Es ist in der Ebene, im Hügelland sowie streckenweise an Küstenbereichen anzutreffen.

## Fressfeinde
Zu den zahlreichen natürlichen Feinden gehören: Leoparden, Geparde, Hyänen, Schakale, Karakals, Paviane, Adler sowie Schlangen. Als einzige Verteidigung dient ihnen ihre versteckte Lebensweise. Bei Gefahr ducken sich die Tiere im hohen Gras und flüchten erst im letzten Moment.

## Ernährung
Das Günther-Dikdik ist ein reiner Pflanzenfresser. Es ernährt sich hauptsächlich von Früchten, Blütenpflanzen, Blättern, Rinde, Sämereien, Sprossen sowie von Pflanzenstängeln. Es frisst aber auch Gräser und Kräuter. In der Nähe des Menschen fressen sie auch das auf den Feldern stehende Getreide und die herab gefallenen Früchte von Obstgärten. Der Trinkwasserbedarf wird zum Großteil über die Nahrung gedeckt. Die Nahrungssuche findet überwiegend in der Dämmerung statt.

## Fortpflanzung
Das Weibchen erreicht die Geschlechtsreife mit 8 bis 10 Monaten, das Männchen erst mit etwa 12 Monaten. Das Günther-Dikdik führt eine monogame Einehe, nicht selten hält die Ehe ein Leben lang. Die Paarungszeit erstreckt sich über das ganze Jahr. Die meisten Geburten fallen jedoch in die beginnende Regenzeit. Nach einer Tragzeit von 170 bis 180 Tagen bringt das Weibchen ein, selten auch zwei Jungtiere zur Welt. Das Geburtsgewicht schwankt zwischen 600 und 800 Gramm. Die Nachgeburt wird von der Mutter gefressen, um verräterische Gerüche zu beseitigen. In den ersten drei Lebenswochen bleibt das Jungtier im hohen Gras verborgen und die Mutter kommt nur zum Säugen vorbei, bleibt aber immer in der Nähe. Danach folgt der Nachwuchs den Eltern. Die Säugezeit erstreckt sich über vier bis fünf Monate. Bereits ab der zweiten Lebenswoche nehmen die Jungtiere zusätzliche Nahrung auf. Nach sieben bis acht Monaten ist das Jungtier so groß wie die Eltern und werden selbstständig.

## Unterarten
- M. g. guentheri (Thomas, 1894): östliches Äthiopien, nördliches und zentrales Somalia, südlicher Sudan, nördliches Uganda, nördliches Kenia
- M. g. hodsoni (Pocock, 1926): südliches Äthiopien, südliches Somalia
- M. g. smithii (Thomas, 1901): Grenzgebiet zwischen Äthiopien und Kenia
- M. g. wronghtoni (Drake-Brockman, 1909): Äthiopien

## Gefährdung
Die Art wird in der Roten Liste der IUCN als „nicht gefährdet“ (Least Concern) geführt.